# レゴリス
レゴリス（日: 表土・英: regolith）は、固体の岩石の表面をおおう軟らかい堆積層の総称。

## 地球科学一般
地球科学一般の分野では、陸上の土壌、黄土、火山灰や岩屑、風化物などの堆積物を指すと考えられ、また日本の土木施工の現場では土壌を指して言うこともある。 天体の地表面にゆるく積もった岩石由来の粒子やかけら、小天体の衝突によって生成したガラス片、ダスト等の総称である。

## 惑星科学

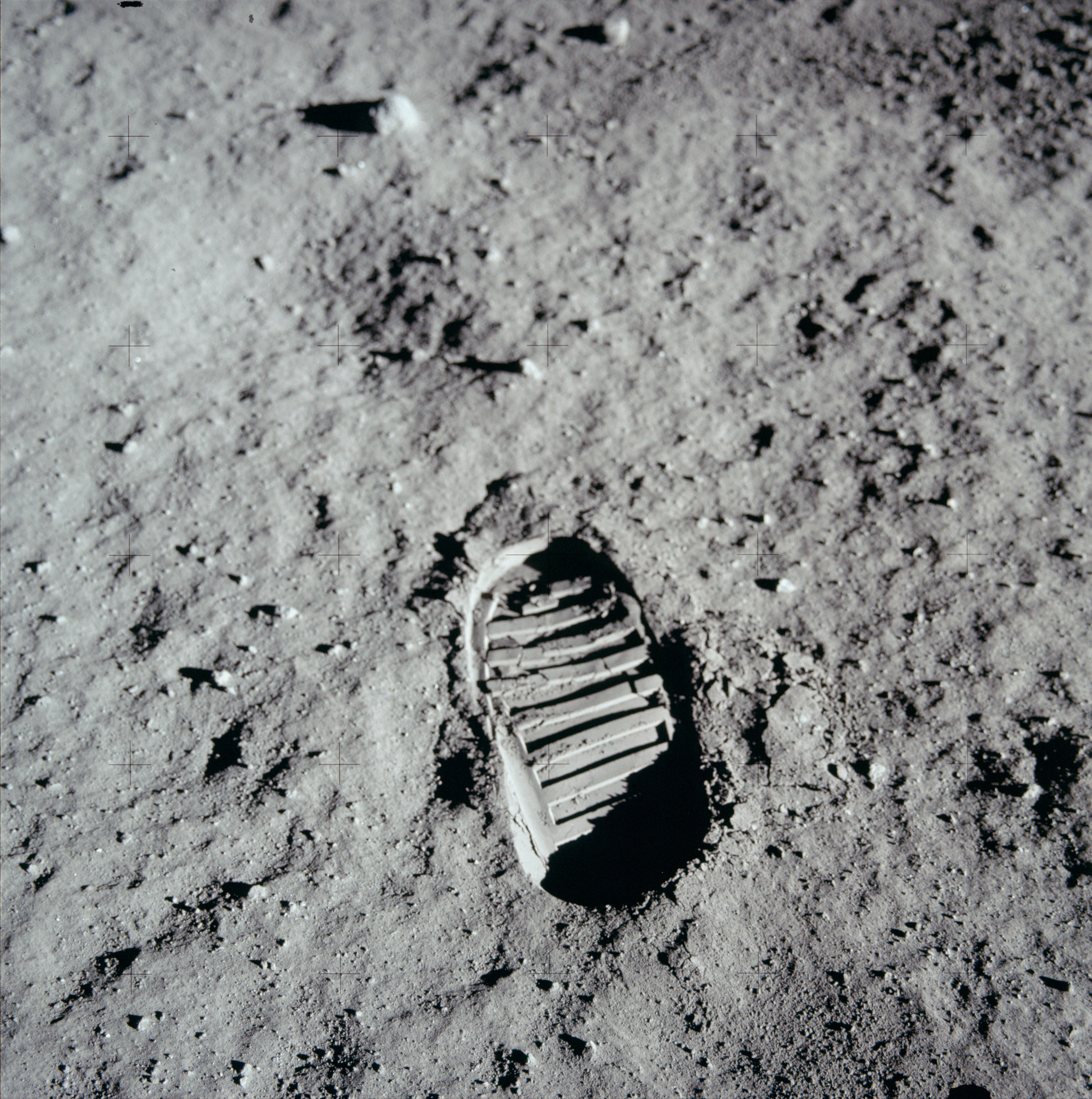
アポロ11号での月面調査時に付けられた足跡

いっぽう惑星科学においては、月、惑星・小惑星などの天体の表面に分布する堆積層に対しても用いられ、これは流星物質の衝突破片や、宇宙風化作用によって砕けた岩盤などの細粒物からなる。
月面はほぼ全てが厚さ数センチメートルから数十メートルのレゴリスに覆われていて、クレーターなどの若い地形ほど浅い。「月の石」と呼ばれるもののうち特に細かい砂礫がこれにあたり、月面基地計画における水・酸素の供給源や建築材料としての用途も考えられている。

## 月面花粉症
月面花粉症 (Lunar hay fever)は、アポロ宇宙船内に持ち込まれたレゴリスによって引き起こされる花粉症のようなくしゃみ・かゆみのことである。アポロ17号の乗組員であるハリソン・シュミットによって説明され、月面に降り立った12人全員が発症した。呼吸器に侵入し、発がんリスクをもたらす可能性が指摘される。